# کیارا کازلی
کیارا کازلی (ایتالیایی: Chiara Caselli؛ زادهٔ ۲۲ دسامبر ۱۹۶۷) یک هنرپیشه اهل ایتالیا است.
از فیلم‌ها یا برنامه‌های تلویزیونی که وی در آن نقش داشته‌است می‌توان به فراسوی ابرها، آیداهوی اختصاصی خودم، راز و بله اشاره کرد.
کازلی در سال ۱۹۹۴ برنده جایزه انجمن ملی فیلم ایتالیا بهترین بازیگر زن شده‌است.